# Tucumaniella brevipes
Tucumaniella brevipes är en skalbaggsart som beskrevs av Stefan von Breuning 1943. Tucumaniella brevipes ingår i släktet Tucumaniella och familjen långhorningar. Inga underarter finns listade i Catalogue of Life.